# Tanytarsus varelus
Tanytarsus varelus är en tvåvingeart som först beskrevs av Roback 1957.  Tanytarsus varelus ingår i släktet Tanytarsus och familjen fjädermyggor.
Artens utbredningsområde är Pennsylvania. Inga underarter finns listade i Catalogue of Life.